# Edwin Homer Ellison
Edwin Homer Ellison (* 4. September 1918 in Dayton, Montgomery, Bundesstaat Ohio, Vereinigte Staaten; † 29. April 1970 in Fox Point, Milwaukee, Bundesstaat Wisconsin, Vereinigte Staaten) war ein amerikanischer Forscher und Chirurg.

## Leben
Edwin Homer Ellison ist der Sohn von Homer Franklin Ellison (* 17. August 1895 in Ogden, Ohio; † 25. Oktober 1918 in Dayton, Ohio) und Ethel Mae Brown (* 12. Dezember 1891 in Pickaway County, Ohio; † 4. Januar 1972, Columbus, Ohio). Er studierte Medizin an der Ohio State University. Nach dem Studium absolvierte er ein Aufbaustudium in Biochemie, bevor er eine Facharztausbildung in der Chirurgie begann. 1939 heiratete er Molly Jean Scheeler (geb. 1916). Ellison zeichnete sich sowohl in der Forschung als auch in der klinischen Arbeit aus. 1967 wurde er Professor und Vorsitzender der Chirurgie an der Marquette School of Medicine in Milwaukee. Ellison beging 1970 Selbstmord. 

## Leistungen
Zu seinen besonderen wissenschaftlichen Leistungen gehört die Entdeckung des Zollinger-Ellison-Syndroms mit dem amerikanischen Forscher Robert Milton Zollinger, das von ihnen 1955 beschrieben wurde.

## Veröffentlichungen (Auswahl)
- mit R. M. Zollinger: Primary peptic ulcerations of the jejunum associatec with islet cell tumors of the pancreas. In: Ann. Surg. Band 142, 1955, S. 709–728.
- mit S. D. Wilson: Survival in patients with the Zollinger-Ellison-syndrome treated by total gastrectomy. In: American Journal of Surgery. Band 111, 1966, S. 787 ff.
- Zur von Ellison verfassten Literatur gehört auch Ellisons Atlas der Chirurgie des Magens und Zwölffingerdarm (Ellison’s atlas of surgery of the stomach and duodenum, Digitalisat), den er im Jahr 1970 mit Larry C. Carey und Robert H. Albertin herausgab.